# Berettyóújfalu (distrikt)
Berettyóújfalu är ett distrikt i Ungern. Det ligger i provinsen Hajdú-Bihar, i den östra delen av landet, 190 km öster om huvudstaden Budapest.